# 桃園觀新藻礁生態系野生動物保護區
桃園觀新藻礁生態系野生動物保護區位於臺灣桃園市觀音區至新屋區海岸一帶。為了保育全球少見的藻礁生態，桃園觀新藻礁保護區將桃園沿海的藻礁，其南邊區域劃入。桃園藻礁是以無節或殼狀珊瑚藻為主要的造礁生物，經由其體內鈣化作用沉積碳酸鈣所建造之生物礁體。
曾擁有27公里藻礁海岸的桃園，因為北邊的工業污染與填海造陸的影響，僅存南邊約7公里較為健康的藻礁區域，由北而南分別包含：白玉藻礁、大潭藻礁及觀新藻礁。

## 歷史

### 史前時代
該地生物礁約於7500年前開始生長，此時主要是以石珊瑚目為主；而以珊瑚藻為主的藻礁約於4400年前開始發育，可能是因為當時環境開始不適合珊瑚生長。:68-69

### 現代
為保護尚存健康的桃園藻礁，2014年7月7日，桃園縣政府針對觀新藻礁約4公里區域，依《野生動物保育法》公告劃定野生動物保護區及重要棲息環境，稱為桃園觀新藻礁生態系野生動物保護區。
桃園在地民間團體認為，應將桃園觀新藻礁生態系野生動物保護區依《文化資產保存法》劃設為保護等級更高的自然保留區。但桃園縣政府花費新台幣920萬元請台灣濕地學會調查，建議「明智利用」劃設為野生動物保護區。後經行政院農業委員會林務局審議通過劃設為分區經營管理的野生動物保護區，核心區禁止改變或破壞原有自然狀態，未經許可禁止進入，民眾進入緩衝區必須提出申請，每日承載量限制200人。

## 生態
綜觀全世界的生物礁生態系，桃園藻礁不僅是全世界少見以殼狀珊瑚藻為主所建構的生物礁，也是台灣目前以殼狀珊瑚藻為主所建構的生物礁中面積最大且殼狀珊瑚藻純度最高的現生藻礁生態系。
如同珊瑚礁，藻礁也能成為各種生物棲息的空間，如酋婦蟹屬等肉食性水生動物。中央研究院生物多樣性中心曾利用「水下聲景」探索藻礁，發現當中有許多甲殼類動物發出的聲響。:70-71
由於桃園觀新藻礁生態系野生動物保護區的設立，在南邊7公里較為健康的藻礁區域，目前僅有觀新藻礁有較多的定量生態研究資料。保護區內含豐富海洋生物及鳥類生態：據調查，藻礁具有高度的物種生物多樣性，動物密度為新竹香山溼地的八倍、臺中高美溼地的五倍。2017年，相較於白玉藻礁，除了發現大潭藻礁具有許多疑為新種的殼狀珊瑚藻，也發現一級保育類動物柴山多杯孔珊瑚，顯示大潭藻礁生態系統非常豐富，與觀新藻礁的生態相比可說是並駕齊驅。因此，在桃園藻礁南邊7公里較為健康的藻礁區域，整體的生態功能及生物多樣性，仍有待學界進一步的研究。

## 爭議
2017年，台灣中油計畫在觀新藻礁北邊的大潭藻礁建蓋第三天然氣接收站的工業港，工業港的建蓋範圍達900公頃，將覆蓋大潭藻礁約230公頃的藻礁面積。由於所施作的工業港剛好位於桃園藻礁南邊7公里健康藻礁的中間區域，除了會造成边缘效应導致棲地破碎化外，所帶來的港區突堤效應，將造成南北兩邊的藻礁區域泥沙淤積更為嚴重，進而危害白玉藻礁及觀新藻礁（桃園觀新藻礁生態系野生動物保護區）生態。而支持三接工程規劃的學者林幸助認為，大潭藻礁生態不好、應「明智利用」，不僅受到桃園在地民間環保團體及超過百位生態學者反對，也替桃園觀新藻礁生態系野生動物保護區是否能維持生態系健康蒙上一層陰影。
2018年10月5日，行政院院長賴清德表示，如果行政院環境保護署通過第三天然氣接收站興建案環境影響評估，天然氣發電能滿足電力需求，行政院會同意經濟部重新評估要不要興建深澳發電廠。2018年10月8日，第三天然氣接收站環評通過，環保署副署長詹順貴請辭。
2021年2月22日，台灣中油在記者會中表示，將採取迴避替代修正方案進行開發，避開生態敏感區域，僅使用既有填地興建接收站所需儲槽等設施，未新增任何填區。同日經濟部於Facebook發文表示，執政團隊已在2018年調整開發案，將用地範圍由232公頃縮減為23公頃，使用的是18年前填海造陸的既有用地，避開藻礁。對此，發起珍愛藻礁公投連署行動之環保團體「珍愛藻礁公投工作小組」發出聲明稿反駁，指出第三天然氣接收站興建案「有」新增填區，且中油與經濟部宣稱採用避開藻礁的方案與事實不符。
2021年3月2日，台灣制憲基金會、外省人台灣獨立促進會、公投護台灣聯盟、台灣團結聯盟、自由台灣黨等獨派本土社團及政黨舉辦記者會，呼籲民眾加入珍愛藻礁公投連署，要求民主進步黨正視第三天然氣接收站興建案爭議，並抨擊民進黨用假消息對待本土社團。
2021年12月17日，臺北市市長兼台灣民眾黨主席柯文哲說，民進黨曾來找他、對他說「北部發電機組不夠，深澳電廠一定要蓋」，兩週後賴清德突然說「台灣電夠用，深澳電廠不用蓋」；如今民進黨又說「缺電要蓋三接」，立場反覆。

## 照片集

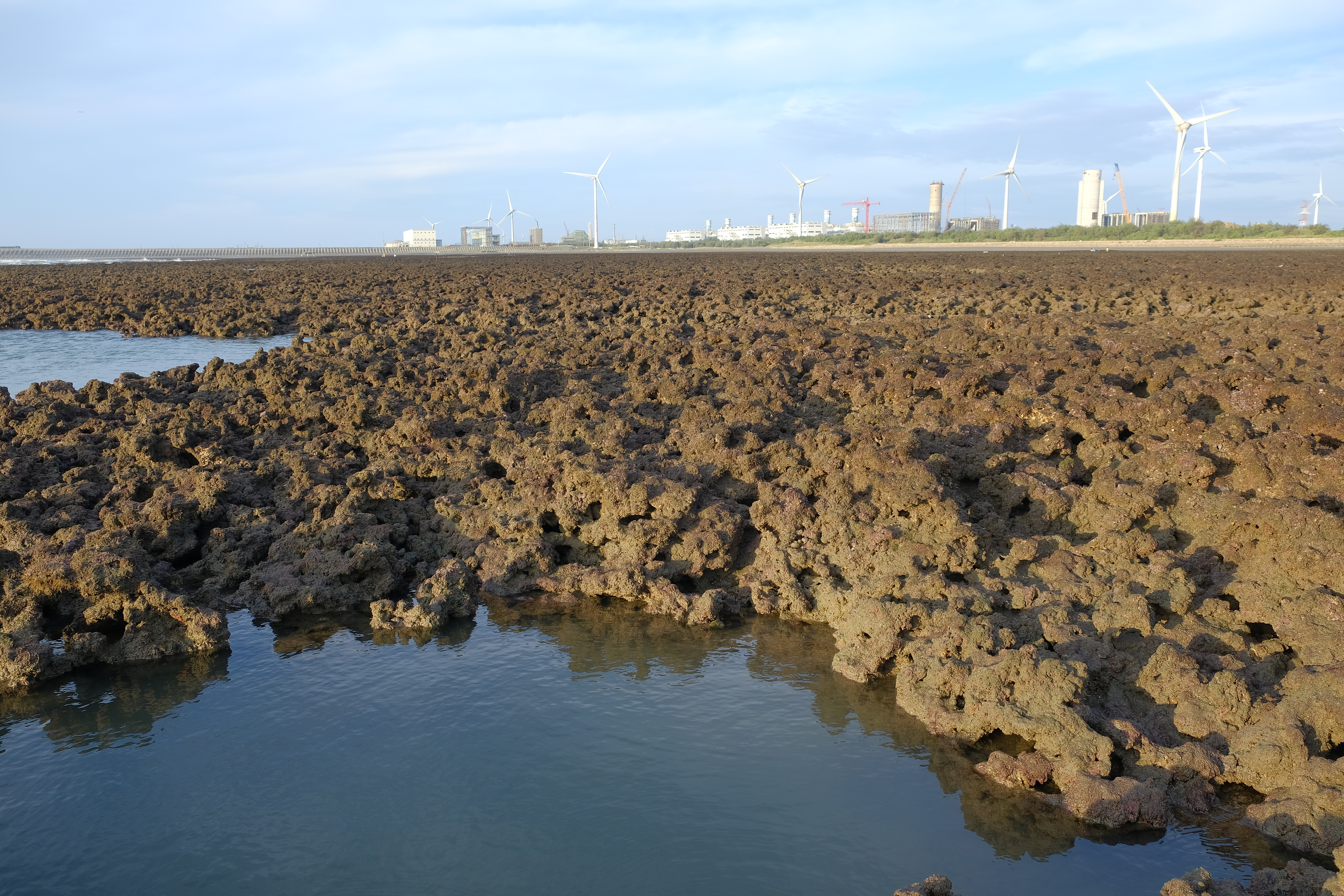
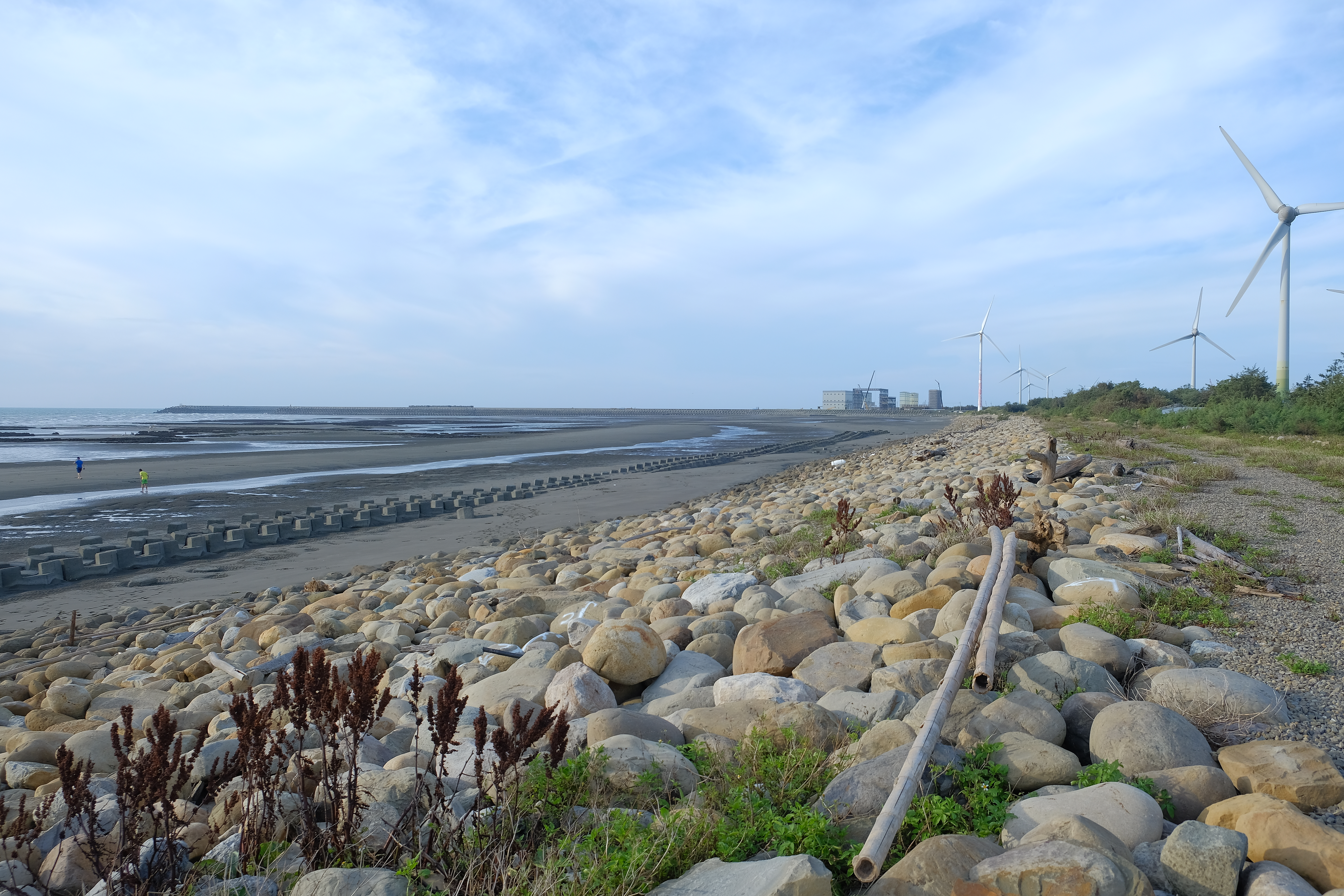
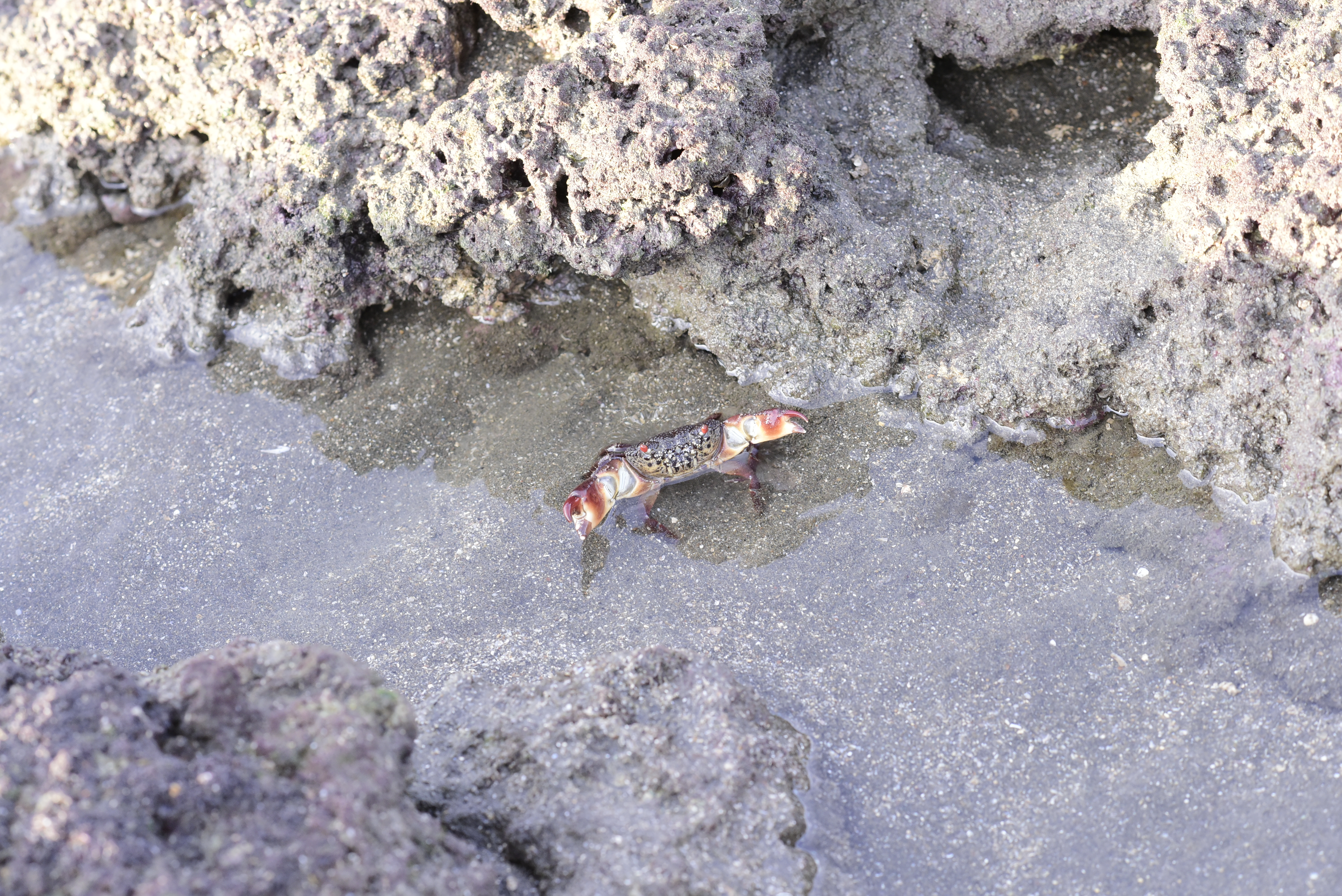
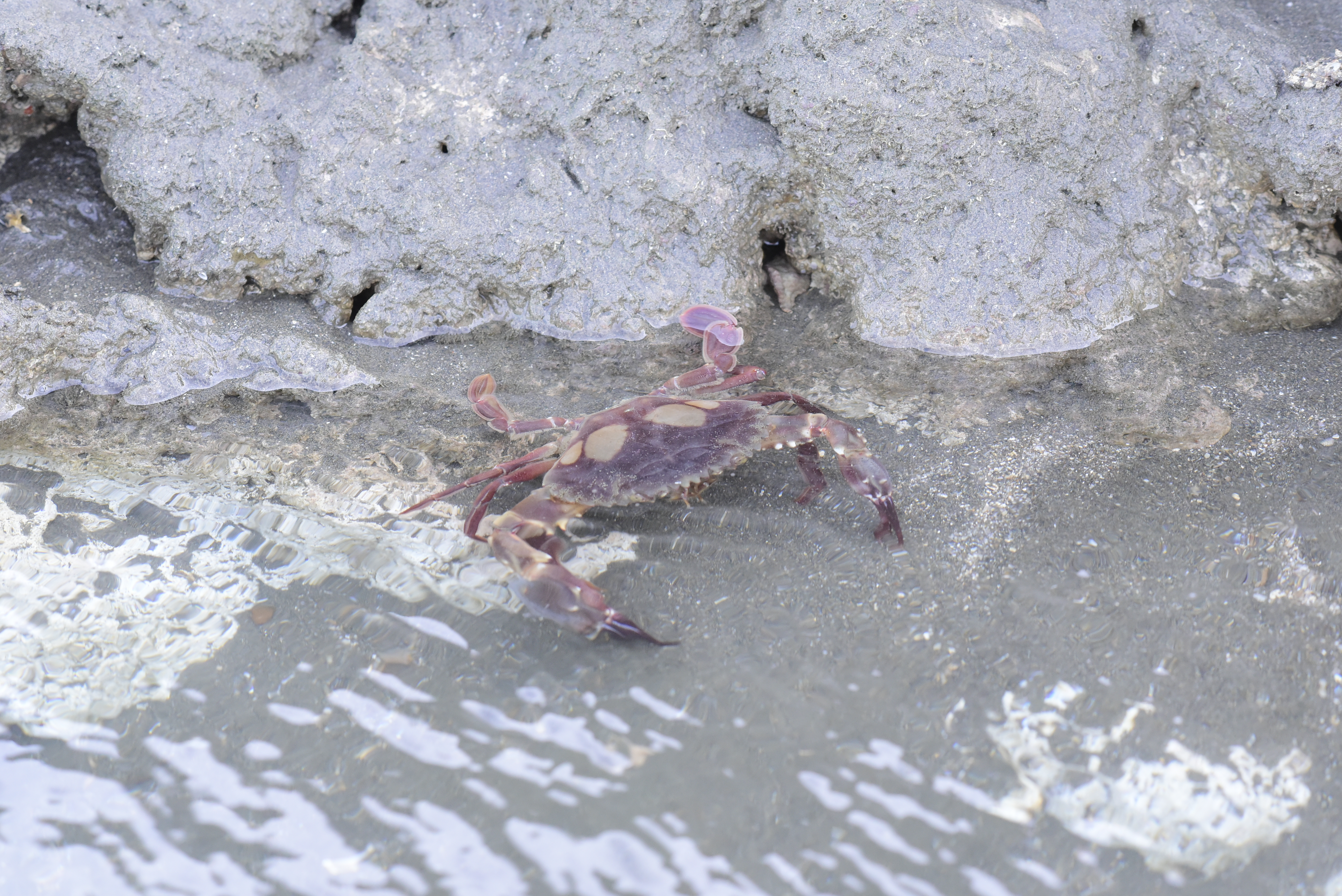
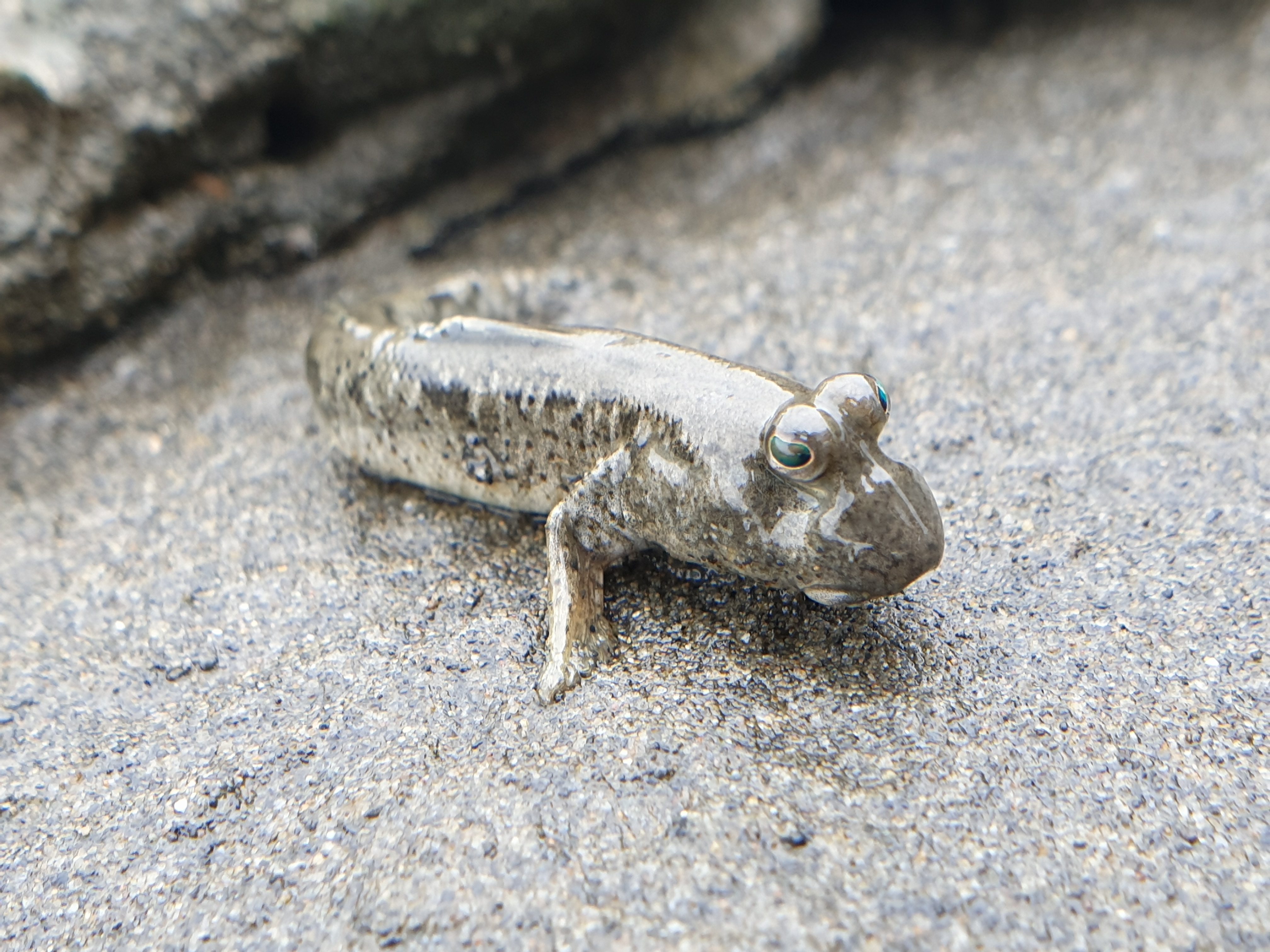
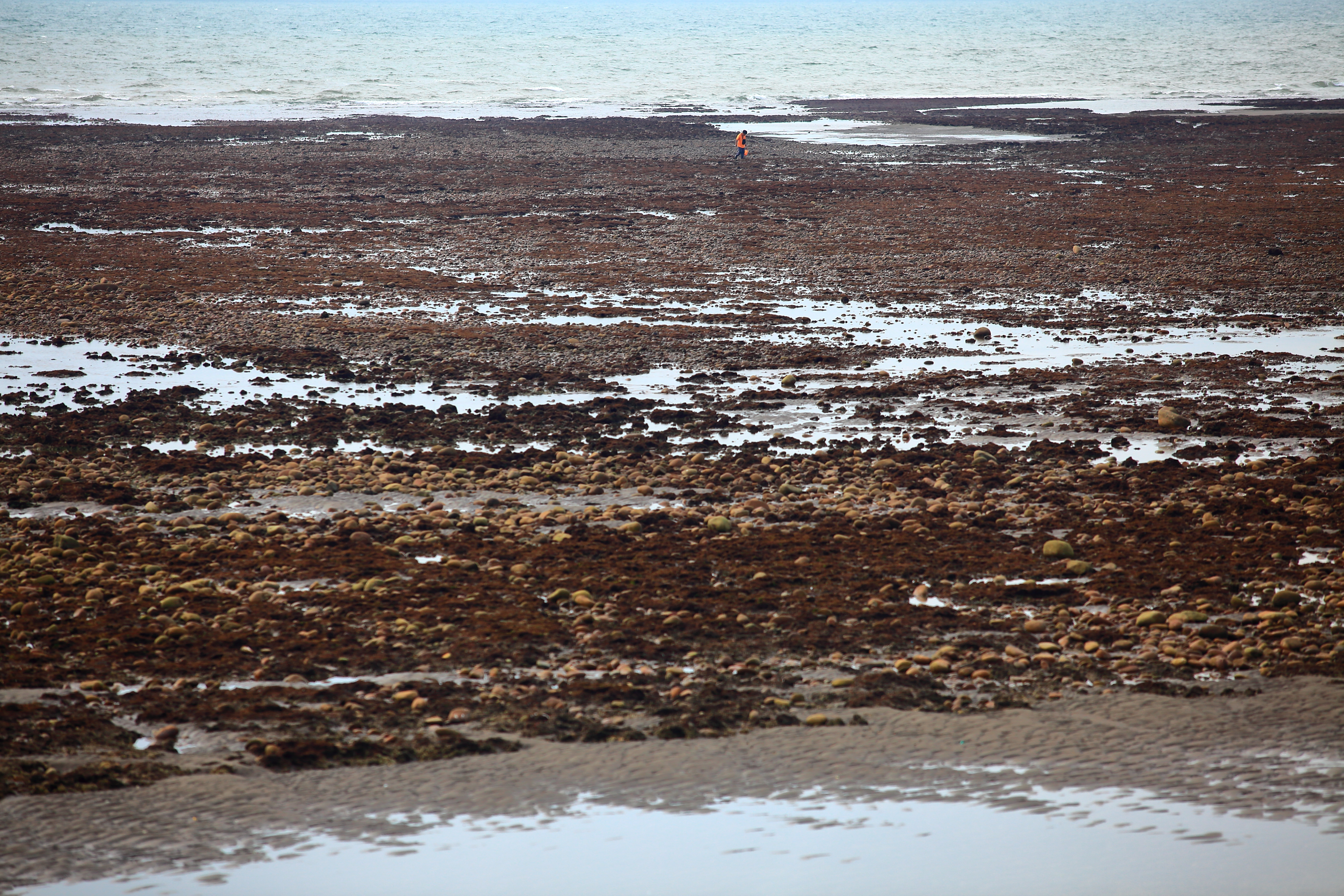
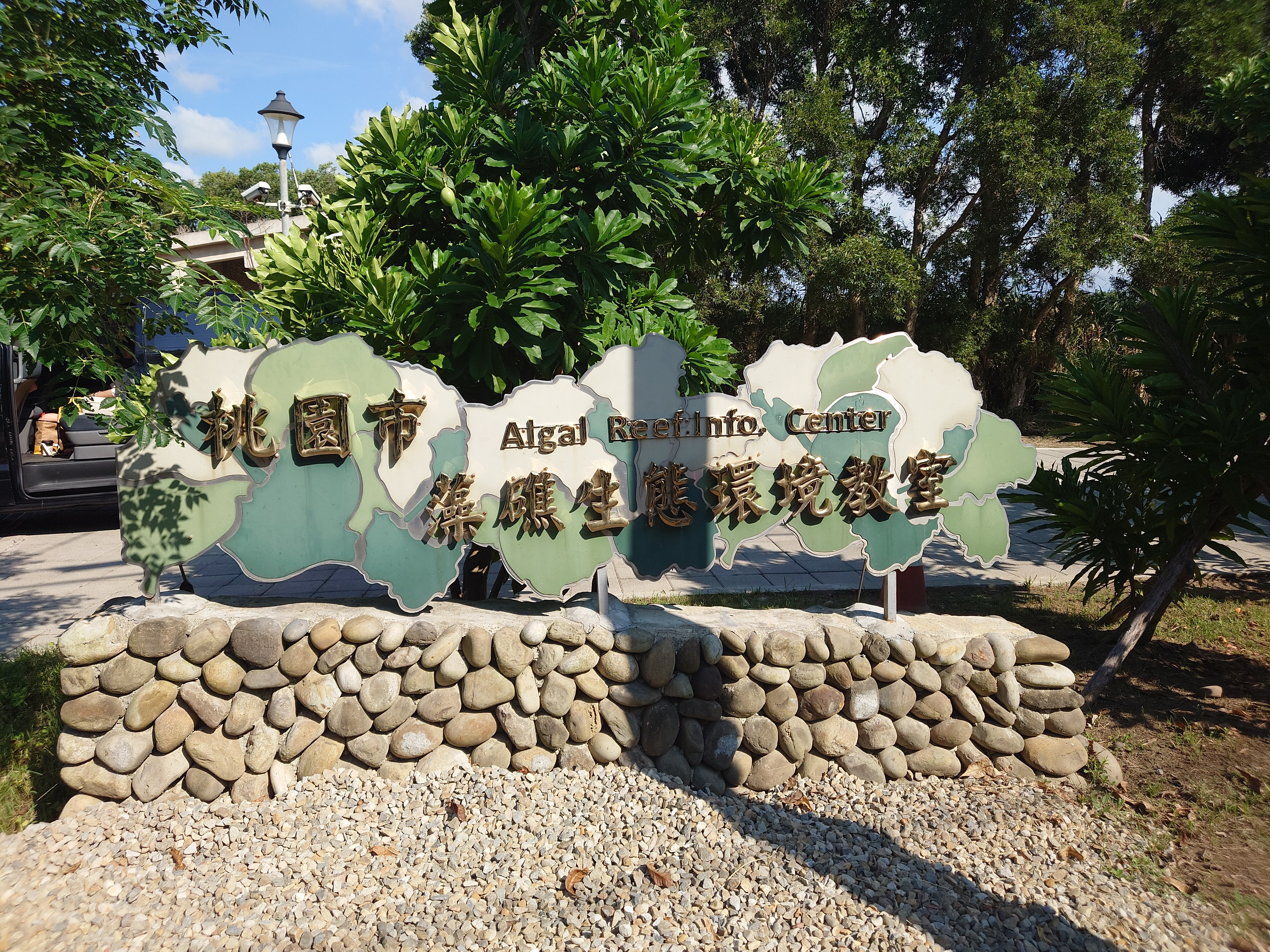

## 外部連結
- 桃園觀新藻礁生態系野生動物保護區-保護區簡介 （页面存档备份，存于）,桃園市政府海岸管理工程處